# Facino Cane (Balzac)
Pour le condottière italien, voir Facino Cane
Facino Cane est une courte nouvelle faisant partie de La Comédie humaine d’Honoré de Balzac. Parue en 1837 aux éditions Delloye et Lecou, au tome XII des Études philosophiques, elle est reprise en 1843 sous le titre Le Père Canet, avant de prendre place en 1844 dans les Scènes de la vie parisienne de La Comédie humaine, à côté de La Messe de l'athée et de Sarrasine, dans le tome X de l’édition Furne, où Balzac lui redonne son titre initial.
C’est un des plus courts textes de La Comédie humaine. Il s’apparente à la fois à un récit d’aventures et à une étude de mœurs.

## Résumé
La nouvelle, écrite à la première personne, commence par évoquer la capacité d'observation du narrateur. Il décrit cette faculté comme une « seconde vue » qui lui permet de s'identifier aux individus qu'il croise. Pour illustrer ces considérations générales, le narrateur décide ensuite de raconter une des histoires qu'il garde en mémoire. Celle-ci commence lorsque, invité à une noce, il y trouve un orchestre de trois musiciens aveugles. Le joueur de clarinette, du nom de Facino Cane, lui raconte l'histoire de sa vie.
Noble originaire de Venise, il devient en 1760 amoureux de la femme d'un sénateur. Facino tue le mari quand celui-ci surprend les deux amoureux. À la suite du crime, il est condamné et incarcéré dans les geôles du palais ducal. Quand il tente de s'évader en creusant un tunnel, il découvre le trésor caché du palais ducal. Avec la complicité d'un des geôliers, il s'enfuit, emportant avec lui une partie du trésor. Pendant des années, il mène une vie de luxe dans les capitales européennes mais est frappé, en 1770, de cécité. Sa maîtresse le trahit et lui enlève son butin.
Facino se vante d'une capacité singulière : « Je sens l'or. Quoique aveugle, je m'arrête devant les boutiques de joailliers. Cette passion m'a perdu, je suis devenu joueur pour jouer de l'or. » Il propose alors au narrateur de l'accompagner à Venise pour l'aider à retrouver le trésor du palais ducal et le partager, mais ce projet reste inachevé à cause de sa mort subite.

## Interprétation
La plupart des critiques s'accordent pour penser que le début de la nouvelle est autobiographique. Le narrateur dit habiter la rue de Lesdiguières, comme Balzac dans sa jeunesse. L'incipit de Facino Cane serait alors une réflexion de l'auteur sur ses propres facultés d'analyse et d'observation.